# سیارک ۴۷۰۴۴
سیارک ۴۷۰۴۴ (به انگلیسی: 47044 Mcpainter، نامگذاری:1998WS7) چهل و هفت هزار و چهل و چهارمین سیارک کشف شده‌است که در ۱۶ نوامبر ۱۹۹۸ کشف شد.